# Fire (chanson de Scooter)
Pour les articles homonymes, voir Fire.
Singles de Scooter
Break It Up
(1997) The Age of Love
(1997)
Fire est une chanson de Scooter extraite de l'album Age of Love et sortie en mars 1997. La chanson apparaît dans la bande originale du film Mortal Kombat : Destruction finale,.

## Liste des pistes
| 1. | Fire                      | 3:31 |
| 2. | Fire (Extended Emergency) | 5:10 |
| 3. | Choir Dance               | 4:19 |
| 4. | Fire Dub 1                | 4:49 |

## Samples
Fire sample une chanson :
- Think (About It) de Lyn Collins (1972).

Fire est aussi samplé dans 3 chansons :
- Fire de DJ Mad Dog and Noize Suppressor (2007).
- Urban de DJ Pildo (2004).
- Fire de Bun B (2013).

## Classements et certifications

### Classements hebdomadaires
| Classement (1995)                  | Meilleure position |
| ---------------------------------- | ------------------ |
| Allemagne (Media Control AG)       | 5                  |
| Autriche (Ö3 Austria Top 40)       | 5                  |
| Finlande (Suomen virallinen lista) | 1                  |
| Irlande (IRMA)                     | 28                 |
| Norvège (VG-lista)                 | 10                 |
| Royaume-Uni (UK Singles Chart)     | 45                 |
| Suède (Sverigetopplistan)          | 7                  |
| Suisse (Schweizer Hitparade)       | 11                 |

### Certifications
| Pays             | Certification | Date | Ventes  |
| ---------------- | ------------- | ---- | ------- |
| Allemagne (BVMI) | Or            | 1995 | 250 000 |